# سیارک ۹۷۶۲
سیارک ۹۷۶۲ (به انگلیسی: 9762 Hermannhesse، نامگذاری:1991RA5) نه هزار و هفتصد و شصت و دومین سیارک کشف شده‌است که در ۱۳ سپتامبر ۱۹۹۱ کشف شد.
قدر مطلق سیارک برابر ۱۴٫۹۰ است.